# Расулов, Аманула Магомедрасулович
Аманула Магомедрасулович Расулов (16 ноября 1999) — российский борец вольного стиля. Призёр чемпионата России. Мастер спорта России международного класса.

## Спортивная карьера
В марте 2021 года на чемпионате России в Улан-Удэ на стадии 1/8 финалу уступил Ахмеду Гаджимагомедову. В мае 2021 года в Скопье стал чемпионом Европы среди спортсменов до 23 лет. 2 октября 2021 года в Наро-Фоминске на первенстве России среди борцов до 23-х лет в схватке за 3 место уступил Исламу Кортоеву. 31 января 2022 года в Красноярске, в финале уступил Даурену Куруглиеву, получил серебряную медаль международного турнира Иван Ярыгин. В мае 2022 года завоевал бронзовую медаль на мемориале Ивана Поддубного в Москве. 25 июня 2022 года в Кызыле, одолев в полуфинале Даурена Куруглиева, вышел в финал чемпионата России. 26 июня 2022 года в финале уступил Артуру Найфонову, тем самым стал серебряным призёром чемпионата России.

## Спортивные результаты
- Чемпионат Европы по борьбе U23 2021 — ;
- Чемпионат России по вольной борьбе 2022 — ;